# Moritz Brückner (Volleyballspieler)
Moritz Brückner (* 26. Juli 1991) ist ein deutscher Volleyballspieler.

## Karriere
Brückner begann seine Karriere bei der VSG Coburg/Grub. Später setzte der Libero seine Ausbildung beim Nachwuchsteam VC Olympia Kempfenhausen unter Trainer Peter Meyndt fort. 2010 wechselte er zum VCO-Team in Berlin, wo er außerdem in der Junioren-Nationalmannschaft spielte. Ein Jahr später ging er zum Bundesligisten Chemie Volley Mitteldeutschland.